# Álvaro Pacheco Álvarez
Álvaro Pacheco Álvarez (Florencia, 6 de junio de 1965) es un abogado y político colombiano, que se desempeñó como Miembro de la Cámara de Representantes de Colombia por Caquetá, departamento del cual fue Gobernador.

## Biografía
Nació en Florencia, capital de la entonces Intendencia del Caquetá, en junio de 1965. Estudió Derecho en la Universidad Libre, de la cual también posee especializaciones en Derecho procesal y Administrativo.
Comenzó su carrera política como Inspector y luego pasó a ser, entre septiembre de 1996 y abril de 1997, Secretario de Tránsito Municipal de Florencia durante la administración de Héctor Orozco Orozco y después pasó a ser, entre enero de 1998 y octubre de 1999, Secretario de Tránsito Departamental de Caquetá durante el gobierno de Luis Antonio Serrano Morales.
Afiliado al Partido Liberal, después, fue elegido Alcalde de su ciudad natal en las elecciones regionales de 2000, para el período 2001-2003. En las elecciones legislativas de 2006 fue candidato a las Cámara de Representantes de Colombia por Caquetá, sin que resultara elegido. Sin embargo, en agosto de 2008 logró llegar a la Cámara Baja del Congreso de Colombia, en unas elecciones atípicas en que obtuvo 15.497 votos para ser el reemplazo de Luis Fernando Almario, investigado por múltiples delitos. Se reeligió con éxito en las elecciones legislativas de 2010, al obtener 15.296 votos.
En las elecciones regionales de 2015 fue elegido como Gobernador de Caquetá con 42.056, equivalentes al 29,39% del total. Su mandato se vio truncado cuando, en junio de 2019, la Corte Suprema de Justicia lo investigó por parapolítica. Según el alto tribunal, Pacheco tuvo una estrecha relación con el Frente Sur Andaquíes, del Bloque Central Bolívar de las Autodefensas Unidas de Colombia, ayudándoles a consolidarse en Caquetá mediante la entrega de permisos automovilísticos cuando fue Secretario de Tránsito, mediante el envío de dinero desde la Alcaldía de Florencia y mediante el transporte de drogas en vehículos oficiales. Por estos hechos fue condenado a 90 meses de prisión.